# Apithecia wilemani
Apithecia wilemani là một loài bướm đêm trong họ Geometridae.